# مطار هوكر كريك
مطار هوكر كريك (إياتا: HOK، إيكاو: YHOO) المعروف أيضًا باسم مطار هوكر كريك ومطار لاجامانو، هو مطار في لاجامانو، الإقليم الشمالي، أستراليا. حاليا، مهبط الطائرات مغلق.
يقدم المطار الخدمات من خلال الرحلات الجوية المستأجرة، والقوات الجوية الملكية الأسترالية وخدمة Flying Doctor. اعتبارًا من ديسمبر 2021 المشغل الخاص الرئيس هو Chartair.

## وصلات خارجية
- The Owl's Nest - Welcome to the Military Aircraft Reference
- Carian di Google
- Gambar di Google.